# Abdelfattah Louarak
Abdelfattah Louarak (Ben Ahmed, 1955) è un generale marocchino.
Il 18 gennaio 2017 è stato nominato dal re Muhammad VI del Marocco capo di stato maggiore professionale delle Forze armate marocchine (Ispettore generale), succedendo al generale Bouchaib Arroub

## Biografia
È stato promosso da Muhammad VI del Marocco al rango di Generale di Corpo d'Armata a 4 stelle (Général de Corps d'Armée) il 31 luglio 2017.
Non si sa molto della sua carriera se non poche informazioni pubblicate in un articolo del sito ufficiale del segretario del re Mounir Majidi, in cui si afferma che ha combattuto nella Guerra del Sahara Occidentale inquadrato nell'11º reggimento di fanteria meccanizzata e che in seguito è stato nominato direttore delle risorse umane del 3° ufficio, diretto per lungo tempo dal suo predecessore Bouchaib Arroub.